# Girenbad
Girenbad är en ort i kommunen Hinwil i kantonen Zürich, Schweiz. 